# UCI Africa Tour 2005
L'UCI Africa Tour 2005 fu la prima edizione dell'UCI Africa Tour, uno dei cinque circuiti continentali di ciclismo dell'Unione Ciclistica Internazionale. Era composto da quattro corse che svolsero tra febbraio e settembre 2005 in Africa.

## Calendario

### Febbraio
| Data  | Prova            | Cat. | Vincitore        | Squadra    |
| ----- | ---------------- | ---- | ---------------- | ---------- |
| 16-24 | Tour d'Égypte    | 2.2  | Sergej Tretjakov |            |
| 27-12 | Tour du Cameroun | 2.2  | Davide Silvestri | Team Nippo |

### Marzo
| Data | Prova         | Cat. | Vincitore        | Squadra                |
| ---- | ------------- | ---- | ---------------- | ---------------------- |
| 9-13 | Giro del Capo | 2.2  | Tiaan Kannemeyer | Team Barloworld-Valsir |

### Settembre
| Data | Prova           | Cat. | Vincitore        | Squadra       |
| ---- | --------------- | ---- | ---------------- | ------------- |
| 22-2 | Tour du Sénégal | 2.2  | Alexandre Lecocq | Senegal Mixte |

## Classifiche
| Pos. | Corridore         | Squadra    | Punti |
| ---- | ----------------- | ---------- | ----- |
| 1    | Tiaan Kannemeyer  | Barloworld | 163   |
| 2    | Ryan Cox          |            | 151   |
| 3    | Jérémie Ouedraogo |            | 100   |
| 4    | Davide Silvestri  | Team Nippo | 90    |
| 5    | Jamie Ball        |            | 72,66 |
| 6    | Laurent Zongo     |            | 72    |
| 7    | Christian Eminger |            | 58    |
| 8    | Sergej Tretyakov  |            | 45,66 |
| 9    | Sergej Lavrenenko |            | 43,66 |
| 10   | Willie van Zyl    |            | 42    |

| Pos. | Squadra                | Punti |
| ---- | ---------------------- | ----- |
| 1    | Team Barloworld-Valsir | 327   |
| 2    | Team Nippo             | 130   |
| 3    | Team Konica-Minolta    | 101   |
| 4    | Dukla Trenčín          | 37    |
| 5    | Team Exel              | 32,32 |
| 6    | Team Wiesenhof         | 28    |
| 7    | Team Lamonta           | 27    |
| 8    | Intel-Action           | 18    |
| 9    | Recycling.co.uk        | 13    |

| Pos. | Nazione      | Punti   |
| ---- | ------------ | ------- |
| 1    | Sudafrica    | 1049,32 |
| 2    | Burkina Faso | 329     |
| 3    | Namibia      | 40      |
| 4    | Camerun      | 22      |
| 5    | Tunisia      | 11,3    |
| 6    | Egitto       | 6       |
| 7    | Marocco      | 5       |
| 8    | Zimbabwe     | 5       |
| 9    | Eritrea      | 4       |